# Ulvåker
Ulvåker – miejscowość (tätort) w Szwecji, w regionie administracyjnym (län) Västra Götaland, w gminie Skövde.
Według danych Szwedzkiego Urzędu Statystycznego liczba ludności wyniosła: 256 (31 grudnia 2015), 257 (31 grudnia 2018) i 263 (31 grudnia 2019).